# Équipe cycliste FixIT.no
L'équipe cycliste FixIT.no est une ancienne équipe cycliste norvégienne. Créée en 2014, elle a eu le statut d'équipe continentale durant ses quatre années d'existence..

## Histoire de l'équipe
La saison 2014 est la première de l'équipe. Onze coureurs constituent son effectif.
La saison 2015 est la deuxième de l'équipe. Douze coureurs et deux stagiaires constituent son effectif.
L'équipe disparaît à l'issue de la saison 2018, faute de sponsor.

## Classements UCI
L'équipe participe aux circuits continentaux et principalement à des épreuves de l'UCI Europe Tour. Les tableaux ci-dessous présentent les classements de l'équipe sur les différents circuits, ainsi que son meilleur coureur au classement individuel.
UCI Africa Tour
| Saison | Classement par équipes | Meilleur coureur au classement individuel |
| ------ | ---------------------- | ----------------------------------------- |
| 2015   | 12e                    | Filip Eidsheim (98e)                      |

UCI Europe Tour
| Saison | Classement par équipes | Meilleur coureur au classement individuel |
| ------ | ---------------------- | ----------------------------------------- |
| 2014   | 88e                    | Filip Eidsheim (235e)                     |

## FixIT.no en 2017[8]

### Effectif
| Cycliste | Date de naissance | Nationalité | Équipe 2016 |
| -------- | ----------------- | ----------- | ----------- |